# Торгові війни між США та Європейським Союзом
Торгові війни між США та Європейським Союзом - це ряд економічних конфліктів (торгових війн), що відбувалися між Сполученими Штатами Америки та ЄС.

## Передмова
Незважаючи на теплі політичні та економічні відносини США та ЄС в постбіполярний період між ними все одно були і є торгівельні війни. Якщо говорити про торгівельні війни між Сполученими Штатами та Європейським Союзом, то варто зазначити, що їх було декілька. Так як США та ЄС є членами СОТ, суперечки щодо торгівлі повинні вирішуватись відповідно до домовленості СОТ про правила та процедур, що застосовуються для врегулювання суперечок. Сторони повинні проводити регулярні консультації та не вводити дискримінаційні протекціоністські заходи.

## М'ясна війна
«М’ясна війна» між Сполученими Штатами та ЄС розпочалася в 1989 році та тривала до 2009. 
За даними Міністерства сільського господарства США,  90% американських виробників яловичини використовують синтетичні  гормони для того, щоб тварини швидше набирали вагу, що  не відповідає стандартам продукції Європейського Союзу. 
У 1989 році ТНК США зобов’язалися експортувати в Європу тільки яловичину без гормонів. Американські виробники порушили цю угоду і в свою чергу Європа ввела заборону на імпорт тварин і м’яса тварин, яким давали ці гормони. У відповідь, американський уряд підвищив митні ставки на ряд європейських товарів і проінформував, що також збирається на 100% підняти мито на продовольчі товари ( у списку, зокрема, фігурували свинина й полуничний джем, що поставляються з ЄС у США). 
У 1996 США передали до Світової Організації Торгівлі справу, де звинувачували Європейський Союз у «Дискримінації або прихованому обмеженні міжнародної торгівлі». У 1997 році  СОТ було прийнято рішення, що Європейський Союз ввів заборону на імпорт не «на основі адекватного ризику або відповідно міжнародних стандартів». Але після апеляції поданої ЄС, Організація визнала, що хоч у європейських держав немає наукового доведення, що синтетичні гормони, що використовують американські фермери провокують рак у споживачів, Європейський Союз мав право ввести подібні торгівельні обмеження. 1999 року після довгих переговорів між ЄС та США, за посередництвом СОТ, європейці визнали що якість американських продуктів покращилася.
«М’ясна війна» завершилася у 2009 році підписанням «Меморандуму про гормони» («меморандум про взаєморозуміння»), що був підписаний у Женеві. За умовами договору Європейський союз відкрив додаткову автономну тарифну квоту на високоякісну яловичину, а США у свою чергу зменшить кількість санкцій, накладених на ЄС. Збиток через «війну» для обох країн був значним. Приблизно 500 млн. доларів для США та стільки ж для європейських ТНК.

## Бананова війна
Бананова війна розпочалася між Європейським Союзом та США у 1999 році.
Сутність конфлікту полягала в наступному: європейські країни (особливо Англія й Франція), імпортуючи банани, надавали перевагу фірмам-постачальникам із країн-колоній, що раніше належали цим країнам. Це допомагало досягненню певних політичних цілей – за допомогою закупівлі бананів підтримувались ті режими, які були лояльно настроєні до колишніх метрополій. Тому ЄС скоротив імпорт бананів з країн Латинської Америки та ввів пільги на ввіз цих фруктів з колишніх колоній. Через це американські ТНК «Доу» та «Чекіта» зазнали збитків приблизно у 190 млн доларів США.
Бажаючи захистити свої економічні інтереси, Сполучені Штати Америки в СОТ заявили, що введення пільг на імпорт бананів з країн Африки (колишніх колоній) є несправедливими по відношенню до інших членів СОТ. Тому США ввели санкції проти Європейського Союзу, що завдали серйозних збитків. В основному постраждали німецькі виробники кави та французькі виробники портфелів та сумочок. 
СОТ назвала ці санкції правомірними і чи не вперше за час свого існування встала на сторону одного члена проти інших мотивуючи це тим, що Європейський союз порушив угоду про вільну торгівлю. 
«Війна» завершилася підписанням угоди 8 листопада 2009 року між ЄС та країнами Латинської Америки у Женеві в штаб-квартирі Світової організації торгівлі. Згідно з документу Європейський Союз повинен був знизити податки на латиноамериканські банани на 35 % - з 176 до 119 євро за тонну.

## Сталева війна
Між Європейським союзом та США були також торгівельні суперечки, що не стосуються продуктів харчування. 
Найвідомішою з них була «Сталева війна», що розпочалася у 1998 році, після економічної кризи у державах Азії, внаслідок якої більшість азійських валют девальвувалися і знизилися ціни на товари аналогічні американським. Це завдало шкоди американським виробникам сталі і тому зросли ціни на європейську, латиноамериканську, російську та українську сталь. Багато експертів відзначили, що причиною фіаско американських виробників сталі стала мала ефективність виробництв, що поступалася конкурентам з Азії та Європи. Американські металурги, заперечували це, стверджуючи, що їхні підприємства працюють з максимальною ефективністю а виробники сталі з Азії та Європи навмисно продають товари за заниженими цінами з метою захоплення ринку.
У відповідь на це Адміністрація США впровадила квоти на імпорт сталі а відносно ряду країн були розпочаті антидемпінгові розслідування. У липні 2001 року Уряд США увів антидемпінгові мита відносно експортерів сталі з Білорусії, Китаю, Південної Кореї, Латвії і Молдови. Постраждали також виробники сталі з Італії, Франції та Німеччини. 
Згідно із СОТ, у деяких випадках запровадження захисних заходів (таких, як ввели США) є законним. Але лише у випадках, коли імпорт є основною шкодою для галузі. У випадку зі Сполученими Штатами, Світова Організація Торгівлі визнала, що впровадження таких захисних заходів, як квоти на імпорт сталі та антидемпінгові мита, не є правомірним.